# Nauka nienawiści
Nauka nienawiści (ros. Наука ненависти) – opowiadanie z 1942, autorstwa radzieckiego pisarza Michaiła Szołochowa.
W latach 1941–1945 Szołochow przebywał jako reporter wojenny z ramienia Prawdy i Krasnej Zwiezdy na froncie II wojny światowej (w randze komisarza pułkowego). Pokłosiem tego była niedokończona powieść Walczyli za Ojczyznę oraz opowiadanie agitacyjne Nauka nienawiści napisane w 1942. Ukazało się ono na łamach Prawdy 22 czerwca 1942. Celem powstania dzieła było wezwanie do nieugiętej walki z hitlerowcami, poprzez ukazanie ich wojennych okrucieństw i barbarzyństwa w stosunku do żołnierzy i jeńców radzieckich, a także ludności cywilnej. Bestialstwa niemieckie ukazane są w ustnej opowieści doświadczonego lejtnanta Gierasimowa, który dostał się do niemieckiej niewoli, jaką przeżył i wrócił do Armii Czerwonej, by dalej walczyć.